# Strašpytlík
Strašpytlík (v anglickém originále Chicken Little) je americký animovaný film z roku 2005 od studia Disney. Příběh se točí kolem malého kuřátka Strašpytlíka, které jednoho dne vyvolá ve městě obrovskou paniku, protože padá obloha. Není to ale pravda.

## Děj
Strašpytlík je malé kuřátko, které nikdo nebere moc vážně. Jednoho dne vyvolá obrovskou paniku v celém městě, protože je přesvědčeno, že padá obloha. Nic takového se ale neděje. Všichni se mu vysmívají a dokonce o celé události natočí posměšný film. Strašpytlík se proto rozhodne, že začne znovu a lépe. Chce udělat něco velikého, aby na něj byli všichni hrdí. Zejména jeho táta Číro, bývalý baseballový hráč. Strašpytlík vymyslí, že si ho táta začne vážit, když se přihlásí do baseballového týmu. Při zápase se mu dokonce podaří odpálit tak šikovně, že jeho tým díky němu vyhraje a všichni ho oslavují. Toho večera mu ale do pokoje spadne stejný kus nebe, který na něj spadl před rokem. Kuře volá své kamarády na pomoc. Ukáže se, že to je část létajícího talíře. Strašpytlík proto stejně jako minulý rok zazvoní na poplach. Než se ale celé město seběhne, talíř zmizí – a Strašpytlíkovi zase nikdo nevěří...